# Heinz Bigler
Heinz Bigler (Berna, 21 dicembre 1925 – 20 giugno 2002) è stato un allenatore di calcio e calciatore svizzero, di ruolo difensore.

## Palmarès

### Giocatore

#### Competizioni nazionali
- Campionato svizzero: 4

Young Boys: 1956-1957, 1957-1958, 1958-1959, 1959-1960
- Coppa Svizzera: 2

Young Boys: 1952-1953, 1957-1958